# Моріс Дені
Моріс Дені (фр. Maurice Denis; 25 листопада 1870, Гранвіль — 13 листопада 1943, Париж) — французький художник-декоратор.

## Ранні роки і освіта
Моріс Дені народився у 1870 році в Гранвілі. Мав просте походження, його батько працював на залізниці, мати — швачка. 1871 року родина перебралась на житло у передмістя Парижа у Сен-Жермен-ан-Ле. Моріс Дені житиме там все життя.
Юнак обрав художню кар'єру і згодом став учнем у академії (художній школі) Жульєна, використавши географічну наближеність небагатої родини до Парижа. Навчання продовжив у Школі красних мистецтв.
До цього періоду належить знайомство із Едуаром Вюйаром (1868—1940), П'єром Боннаром(1867—1947) та Полем Серюзьє (1864—1927).
Моріс Дені починав як реаліст і використовував у той період звучні фарби і маже академічну техніку роботи з олійними фарбами. Схильність до академічних тем він нестиме роками у власній творчості, бо тематика античності мала продовження в культурі Франції все 19 століття. Через спокуси академізму свого часу пройшли такі різні французькі художники як Жак-Луї Давід, Теодор Жеріко, Енгр, Франсуа Мілле, Едгар Дега. Художником починав і майбутній скульптор Арістід Майоль, що навернувся до скульптури і виборов славу саме на академічних і ідилічних персонажах у бурхливу за трагічними подіями першу половину 20 століття.
1890 року Моріс Дені подав на виставку у «Салон» картину «Хлопчик з хору». Побутове трактування мав і «Портрет Марти біля піаніно», датований 1891 роком.

## Італійський період
Власне навчання вже без нагляду вчителів Моріс Дені подовжив у Італії, де він перебував у 1890-1895 роках. Він старанно вивчав твори митців доби відродження, надаючи перевагу художникам XV століття, тобто кватроченто, з їх постійними творчими пошуками, несхожими художніми індивідуальностями і привабливістю навіть наївних і малорухомих образів. Серед митців кватроченто Моріса Дені приваблював П'єро делла Франческа, відомий фрескіст.

## Як теоретик
Ще 1890 року роздуми над шляхами мистецтва спонукали його до створення статті, оприлюдненої в журналі «Мистецтво і критика». Ідейну програму він запропонував і в період створення нового художнього товариства, відомого як «Набі» (Les Nabis). Небагатий тоді художник розділив одну студію разом із Боннаром та Вюйаром.

## Зміни в художній манері

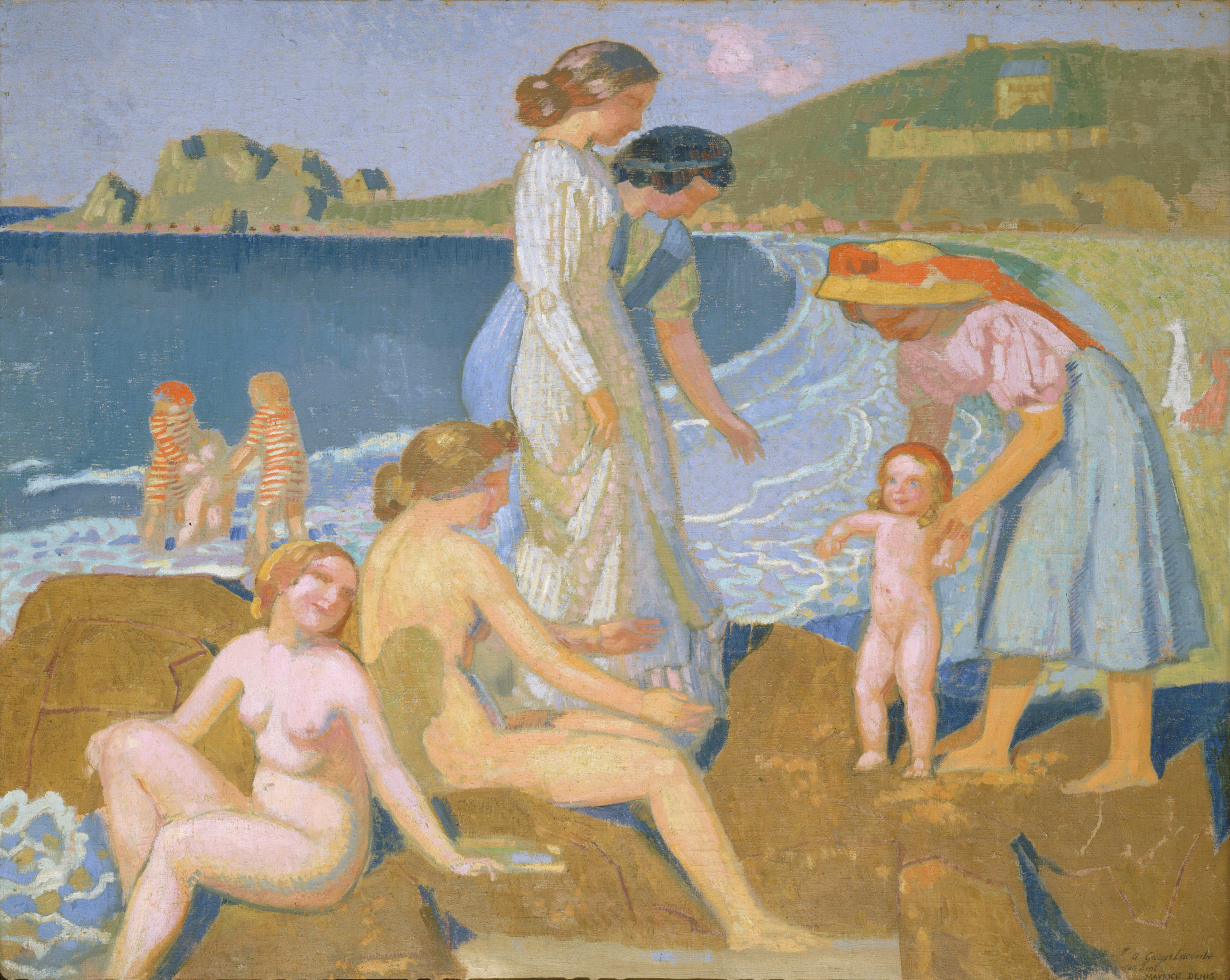
Моріс Дені. «Жіночий пляж у Перро-Гуйре», 1912 р.

На художника, що волав слави і фінансової успішності, почали впливати моди і пошуки в стилістиці сецесія, але художник утримався від радикалізації і навернувся до ідилічних, спокійних тем (його приваблювали сцени на пляжах), перейшов до тьмяних, висвітлених фарб і м'яких, нечітких контурів. Його картини почали нагадувати стінописи чи фрески. При цьому художник часто звертався до колористики французького рококо з низкою рожевих, блакитних, жовтуватих, зеленуватих фарб, іноді просто цукерково-солодкавих.
Він почав працювати художником-декоратором, практично відмовившись від драматичних і трагічних сюжетів, як і французькі імпресіоністи. Так, він створив декоративні панно для маєтків барона Кошена у Парижі. Низка декоративних композицій Моріса Дені прикрасила приватні маєтки, театри, церкви у Франції і Німеччині.

## Подорожі
Аби набратися нових вражень, художник окрім Італії відвідав звичний для французьких художників Алжир, Туніс, Німеччину, Грецію, Палестину, а наприкінці життя Сполучені Штати і Канаду.

## Замовник Іван Морозов
Серед багатих замовників художника опинився і Іван Морозов, володар Тверської мануфактури. При відвідинах Парижа, Морозов спілкувався із росіянами, що перебували у французькій столиці і керувався їх порадами. Серед радників Морзова був і Сергій Дягілєв. Останній і порадив фабриканту відвідати маєток барона Кошена з декоративними панно роботі Дені.
Морозов на той час опікувався перебудовами власного маєтку-палацу у Москві, котрі проводив архітектор Лев Кекушев (1862—1917). Розкішна Біла зала мала стати музичним салоном фабриканта. Декоративні панно роботи Дені сподобались багатію Морозову і той замовив Морісу Дені цикл великих панно для свого музичного салону. Морозов міг знати про декоративні панно роботи Дені для Музичного салона Мютценбеккера у місті Вісбаден і зажадав мати подібні.
Над новітнім (французьким з Парижа!) декором для Морозова працював і художник П'єр Боннар, котрий виконав три панно «Середземне море» для зали парадних сходів (панно Боннара давно зняте зі стін і передане до сховищ Ермітажу).

## Декор Музичного салона і його доля

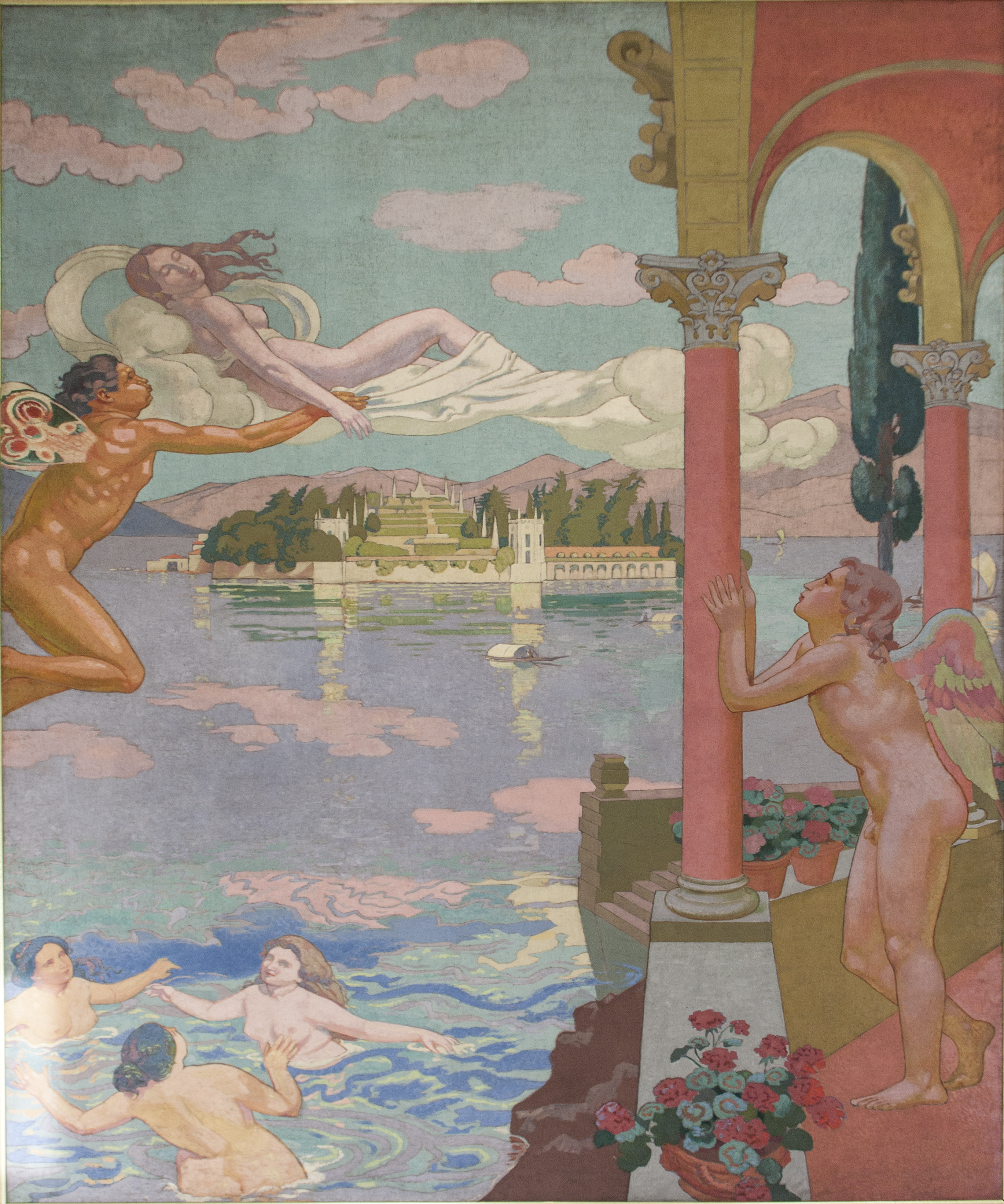
Моріс Дені. «Вітрець Зефір переносить зачаровану Психею за наказом Амура, ховаючи її від гніву Венери», декоративне панно для Білої зали маєтку Морозова у Москві 1907 року, нині Ермітаж.

Іван Морозов замовив створити фотографії ще порожнього Музичного салону і надіслав їх та розміри бажаних панно у паризьку майстерню Моріса Дені. Панно мали прикрасити стіни замість фресок. Художник не покидав Францію, а працював на батьківщині. Він також виговорив собі право самому обрати тематику. Багатому замовнику він запропонував «Історію Психеї», що походила з романа письменника Апулея. Тема мала давню історію втілення у мистецтві Італії і Франції, до неї звертались Рафаель Санті, Джуліо Романо, Пітер Пауль Рубенс, П'єр Сюблейра, Симон Вуе. «Історію Психеї» знали і у Російській імперії в добу класицизму завдяки перекладам Богдановича. Морозову ці глибини історії і культури були ні до чого.
Зараз до теми навернувся і Моріс Дені. Але зажадав створити її у новій інтерпретації, позбавивши грубуватої еротики і надмірної чуттєвості, як у творах Джуліо Романо і навіть у стінописах вілли Фарнезіна у Римі. Художник записав 12 грудня 1907 року: 
| ...Я приготував мою майбутню Психею (московську), котра буде дуже цнотливою у порівнянні з Психеєю Джуліо Романо. |
Тривожна, депресивна доба кінця XIX ст. була настояна на протиріччях і пошуках особливого змісту мистецтва, вищих символів тощо, що відбилось у мистецьких напрямках декаданс та символізм. Типові ознаки символізму мали і панно «Історія Психеї». Так, Психея — це уособлення людської душі, Амур — це кохання, котрого так прагне душа, вони поєднаються на остові Задоволень і тому подібне.
Моріс Дені знову старанно уникав драматичних сторін легенди і переводив її у низку ідилічних сцен з пляжами, оголеними фігурами і приємними, практично курортними пейзажами. Так, для першого, другого і п'ятого панно були використані пейзажі курорту Лаго Маджоре, де відпочивав Моріс Дені. У четвертому панно пейзаж створений на основі замальовки у саду Джусті у місті Верона. Ескізи до великих за розмірами панно пізніше передали у паризький музей д'Орсе. До того, як відіслати панно «Історії Психеї» до Морозова, художник показав їх у Парижі на Осінньому Салоні. У грудні картини, намотані на вал, прибули у Москву і їх натягли на підрамники та розмістили на призначених місцях.
Історія декорування Музичного салону багатія на цьому не закінчилася. Мороов запросив до себе у гості француза-художника і той прибув у Москву у січні 1909 року. Висока, холодна зала з колонами портиків і великими білими поверхнями справила на митця враження незакінченості і недоопрацьованості. Він і наважився створити нові додатки невеликих картин та замінити меблі. Нову тканину для меблів обирав багатий хазяїн. Моріс Дені створив невеликі картини і два нові панно над дверима. Кути великої зали запропонував заповнити бронзовими скульптурами роботи Арістіда Майоля, позаяк теми панно мали античні сюжети, а скульптури Майоля орієнтувались на академізм і класицизм. Залу оживили також новим комплектом меблів і керамічними вазами роботи Дені…
У зв'язку із початком війни у 1941 році усі панно художника познімали з підрамників і накатали на вал. Картини розкриють лише через десять років і тільки у майстернях Ермітажу, куди їх перевезли на реставрацію, бо частка живопису осипалась від невідповідних умов зберігання. Президія комуністичної Академії мистецтв СРСР недбало ставилась як до пам'яті про Морозова, так і до його московського помешкання. Частка малих картин Моріса потрапила до сховищ Державного музею образотворчих мистецтв імені Пушкіна, всі великі панно були передані до Ермітажу, тобто комплект був недбало роз'єднаний і втратив ансамблевість. Були роз'єднані і меблі, і скульптури та керамічні вази (вази роботи Дені перейшли до збірок ДМОМ). Тобто, створений за декілька років декоративний ансамбль був знищений і побачити речі на первісних місцях можна тепер лише на чорно-білих архівних фото…

## Увічнення пам'яті
1980 року в колишньому житловому приміщенні Прийоре у Сен-Жермен-ан-Ле, де мешкала родина Дені, створений музей художника Моріса Дені.

## Декоративні панно

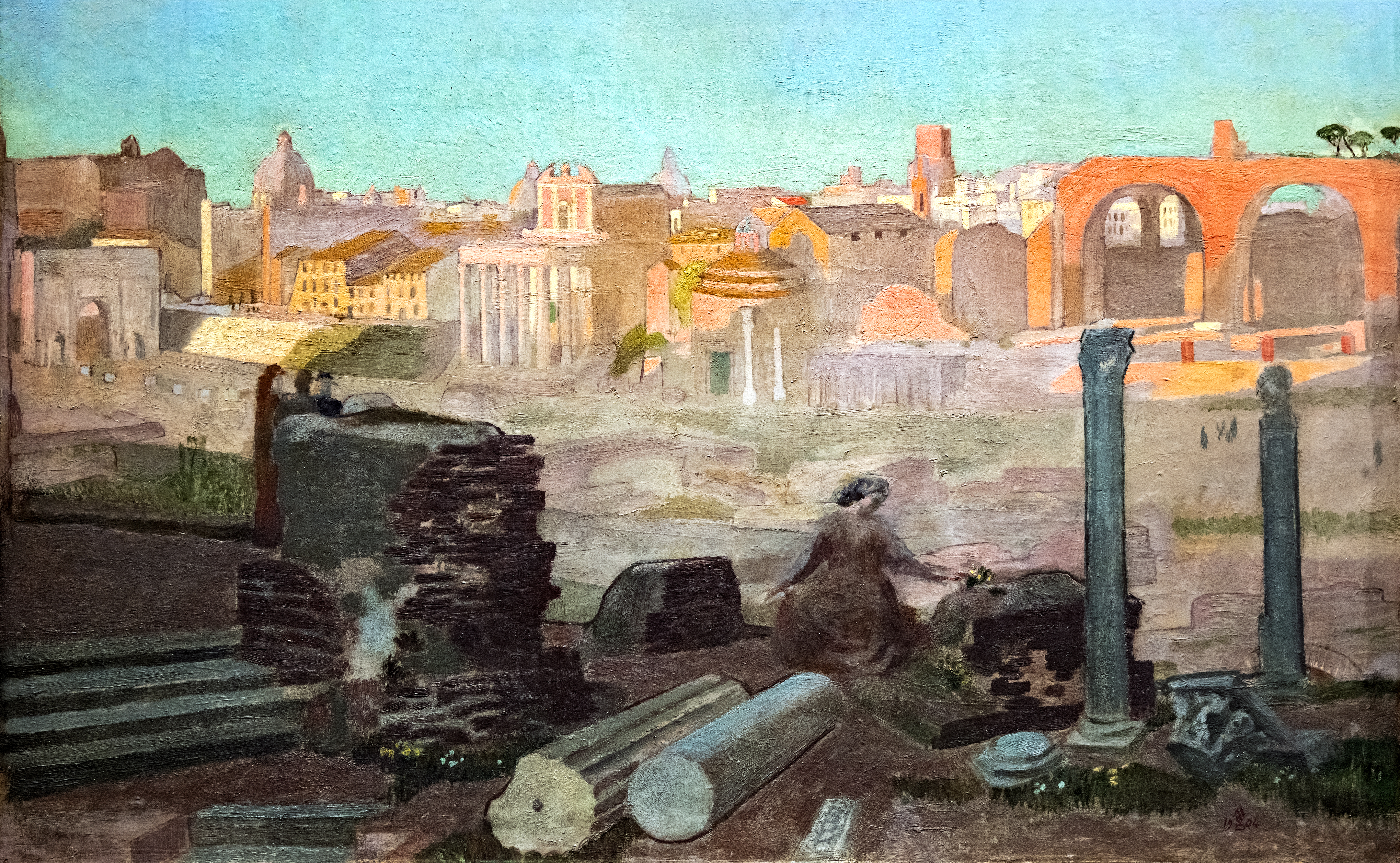
Морс Дені. «Форум у Римі», 1904 р.
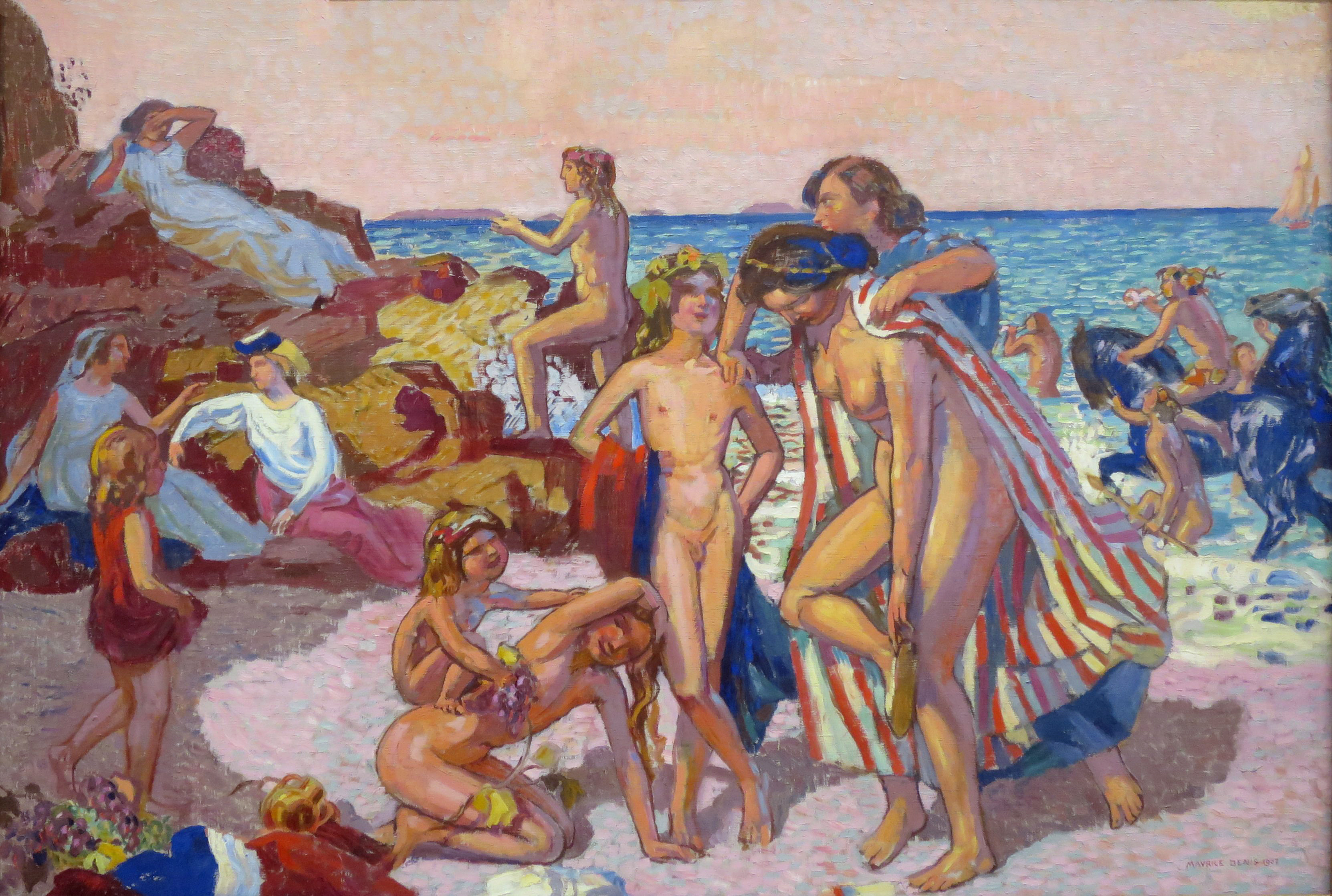
Моріс Дені. «Вакх і Аріадна», 1907 р.,  Ермітаж
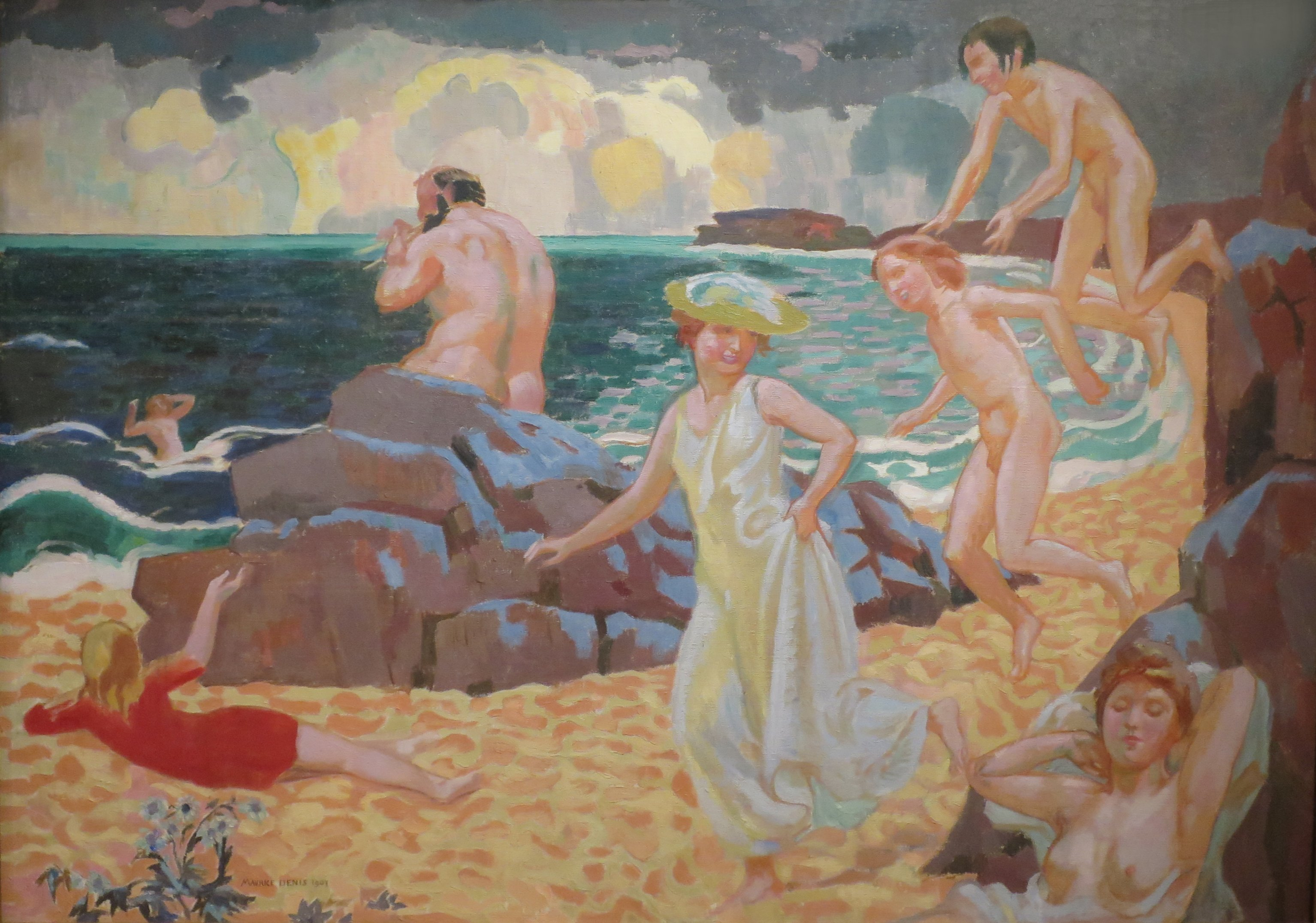
Моріс Дені. «Закоханий Поліфем з флейтою», 1907 р., Музей образотворчих мистецтв імені Пушкіна
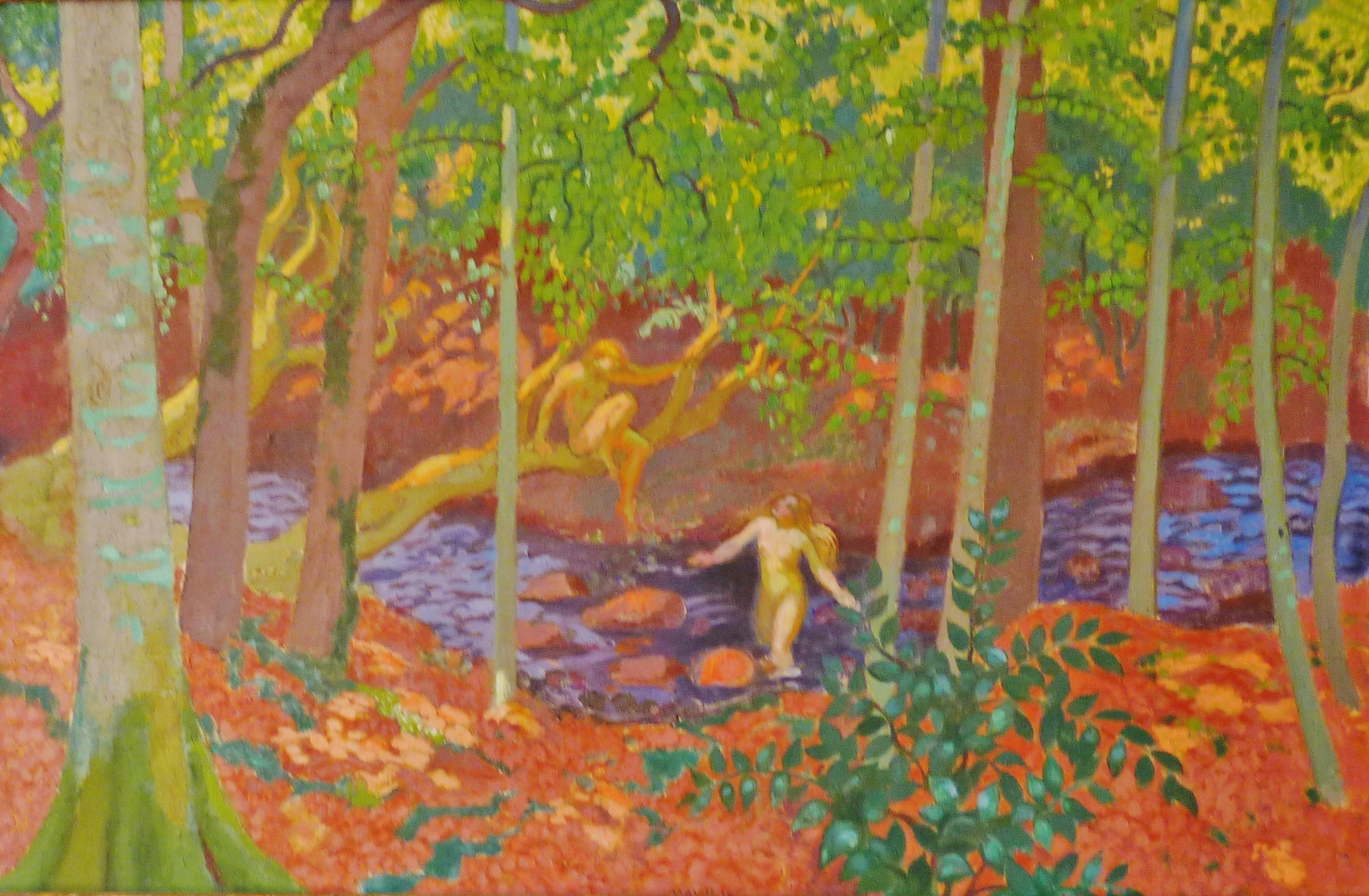
Моріс Дені. «Дафніс і Хлоя», 1918 р.

## Портрети

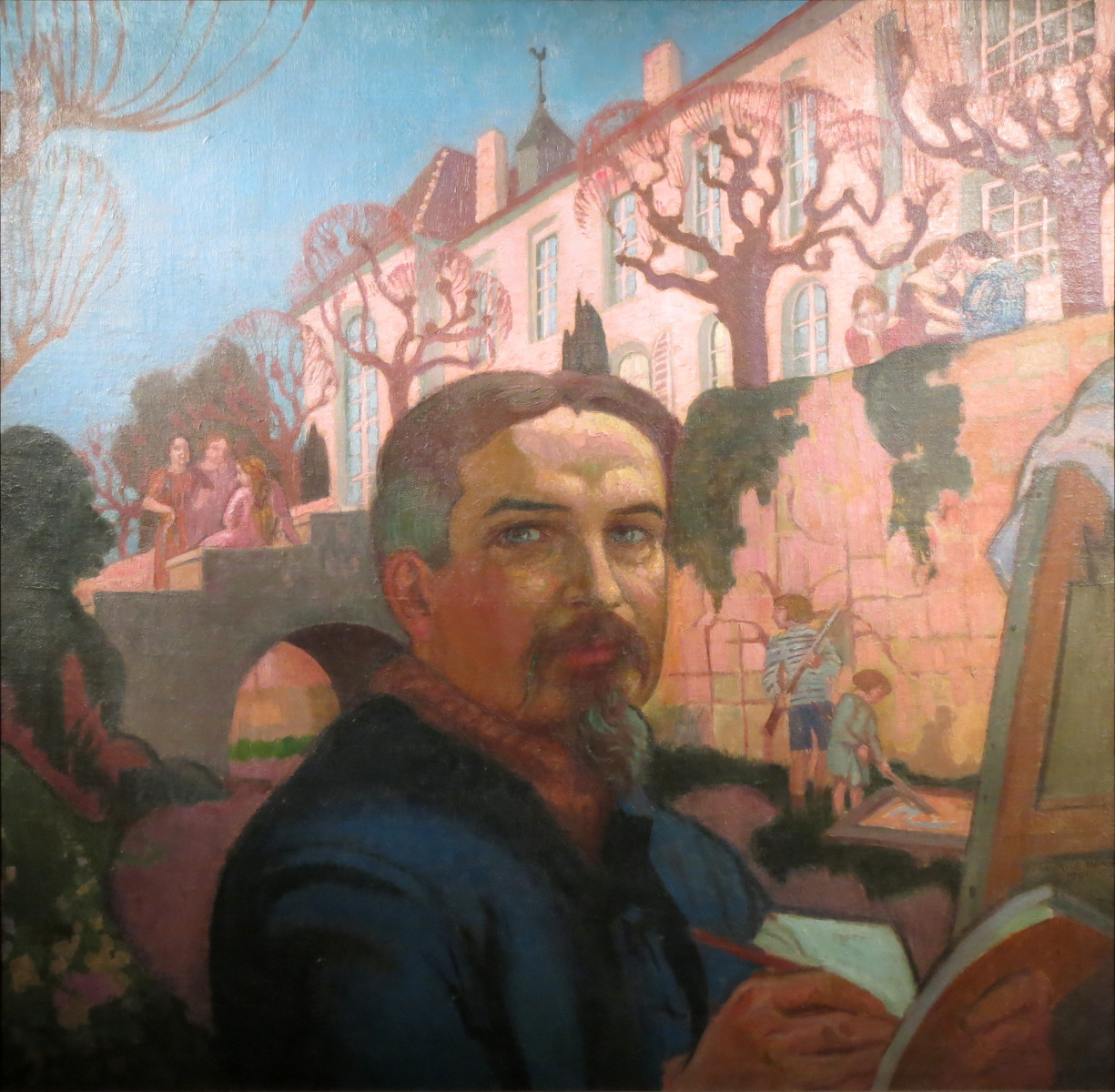
Моріс Дені. «Автопортрет в саду будинку Прийоре», 1921 рік.
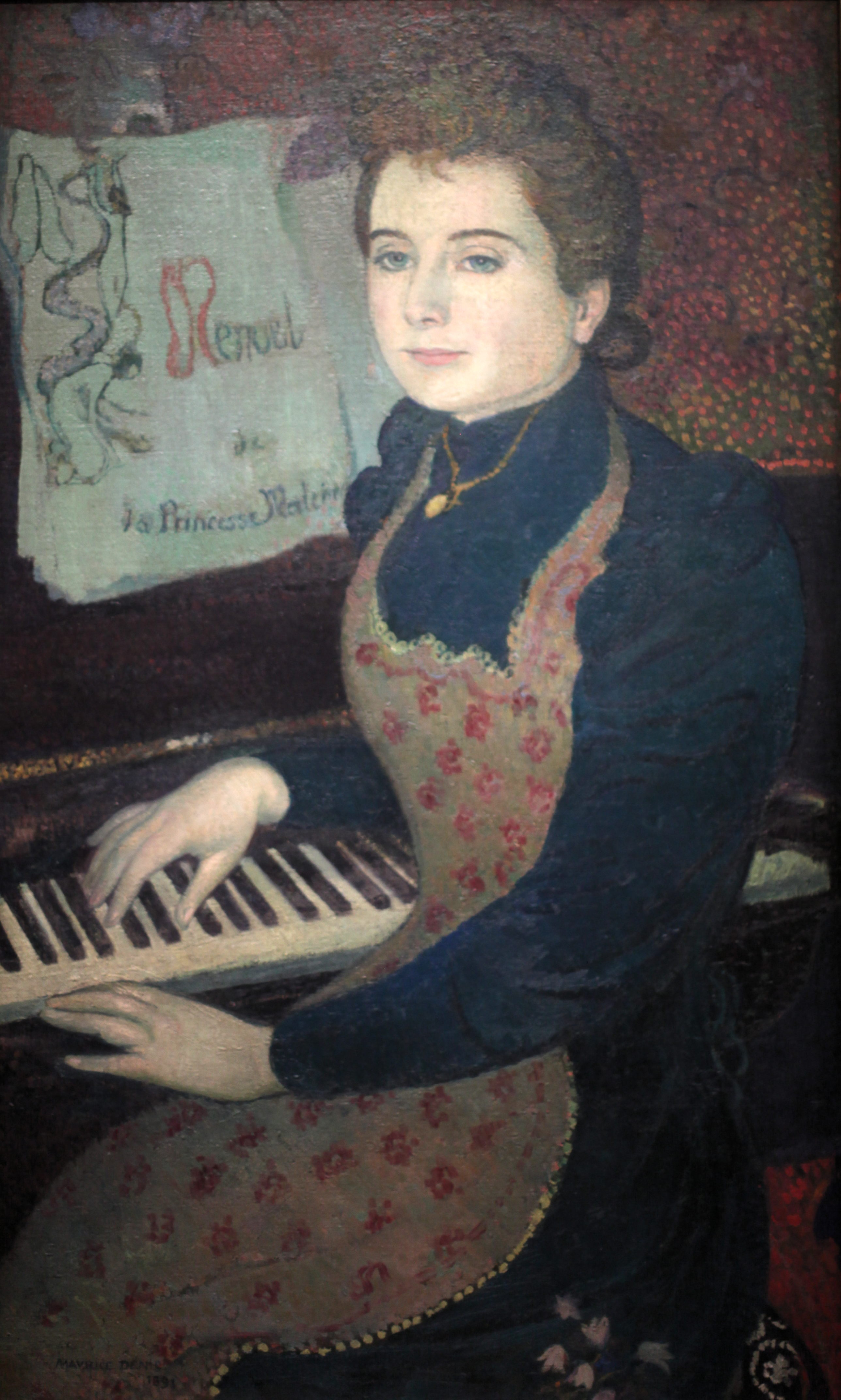
Моріс Дені. «Марта біля піаніно», 1891 р., Музей д'Орсе, Париж
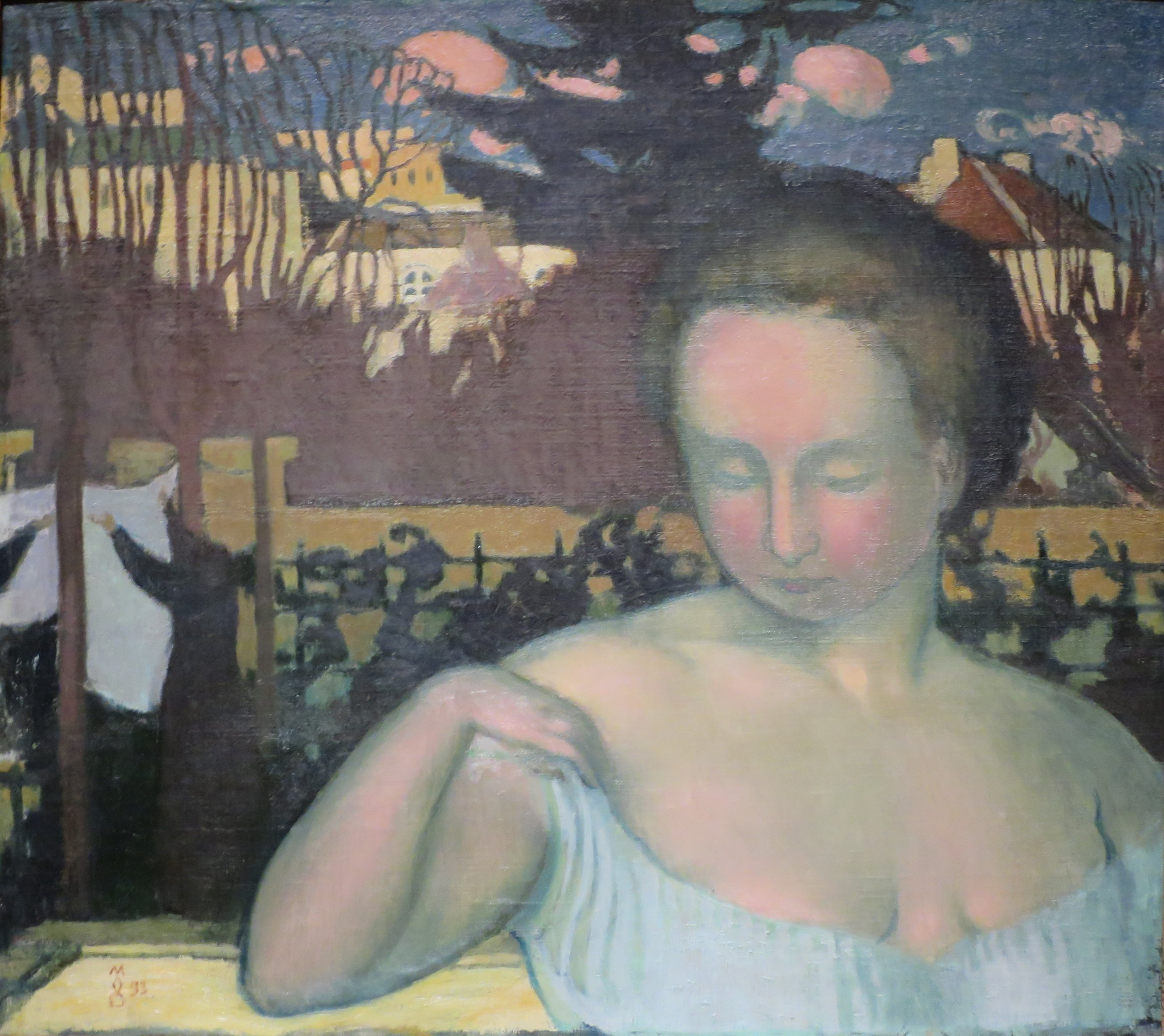
Моріс Дені. «Марта Дені, дружина художника», 1893 р.
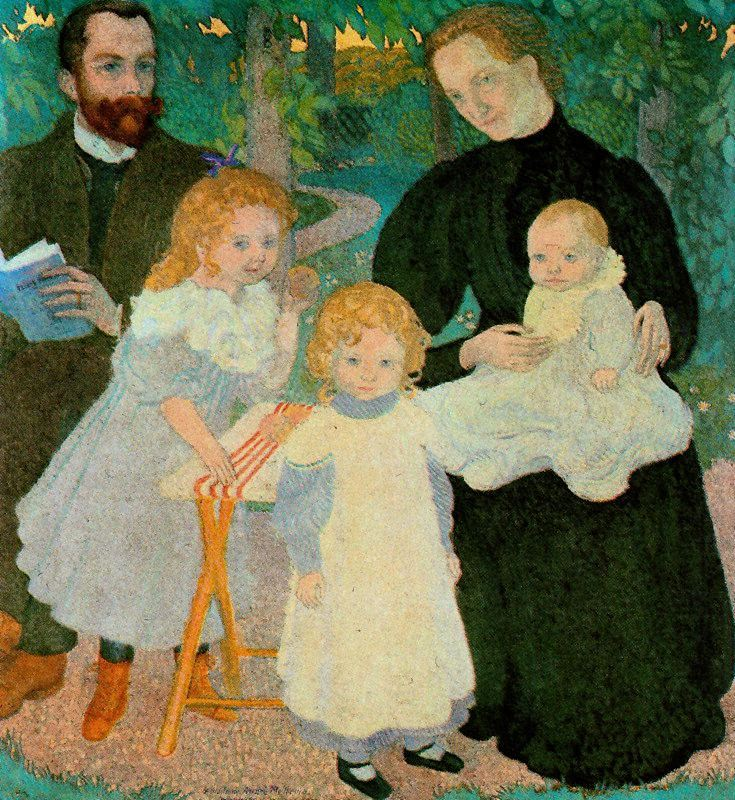
Моріс Дені. «Родина Меллерьйо», 1897 р.
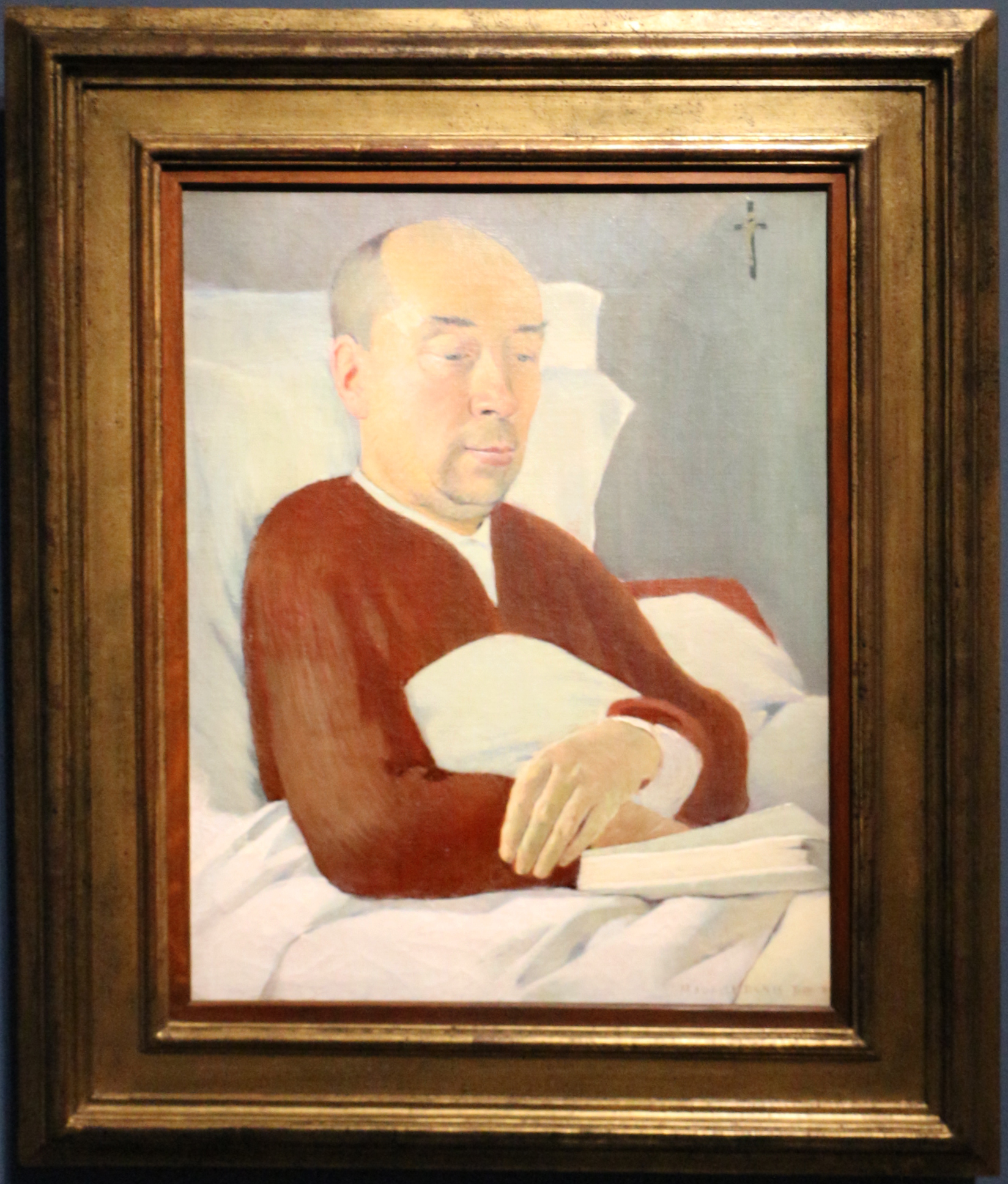
Моріс Дені. «Абат Валле, 1889 р.